# Candelaria Acosta
Candelaria Acosta Fontaigne, "Cambula" (Manzanillo, Cuba, 1851 – 23 de mayo de 1932) fue una independentista cubana.

## Biografía
Candelaria Acosta fue la joven llamada por Céspedes para que bordara la enseña ideada por él con los colores azul, rojo y blanco. “De tres paños, de más de una vara o un metro cuadrado, confeccionó la bandera, con la estrella pegada con alfileres, y la tela emergida de un tramo de vestido, del ‘cielo’ del mosquitero de su padre y de un trozo que próvidamente tenía guardado”. En la mañana del 10 de octubre se la entregó al abanderado Emiliano Tamayo, apuntalando su estirpe patriótica con la sentencia: “Primero mueran antes que verla deshonrada”.
De la unión del Padre de la Patria y Candelaria nació en la manigua una niña: Carmita. Los peligros del monte y la guerra hicieron que Céspedes dispusiera que madre e hija viajaran a la Jamaica británica. Candelaria hizo el viaje embarazada, y en Kingston tuvo a su hijo Manuel, en 1872.
En la capital jamaicana fue ayudada por exiliados cubanos. Céspedes le escribió con frecuencia, pero no regresó hasta 1881 con sus dos hijos, y cuatro años después se unió al catalán Antonio Acosta, el padre de dos descendientes más.